# Okinawa-kenritsu Geijutsu Daigaku

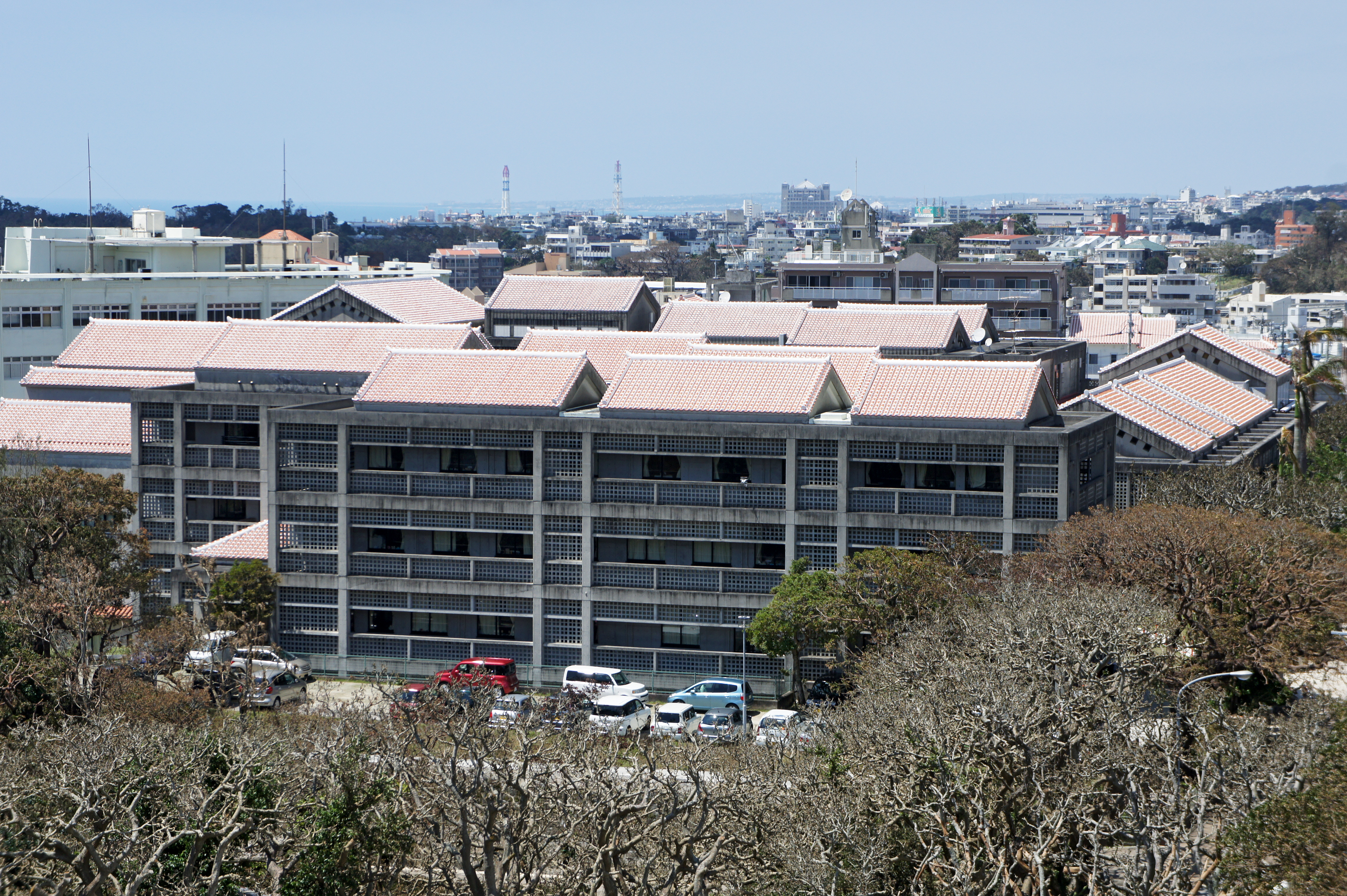
Shuri-Tōnokura-Campus aus der Burg Shuri gesehen (2011)

Die Okinawa-kenritsu Geijutsu Daigaku (japanisch 沖縄県立芸術大学, wörtlich  „Präfekturuniversität für Künste Okinawa“; engl. Okinawa Prefectural University of Arts, kurz: OPUA oder Okigei (沖芸)) ist eine öffentliche (präfekturale) Universität in Naha in der Präfektur Okinawa (Japan). Der Hauptcampus (Shuri-Tōnokura-Campus) liegt neben der Burg Shuri.
Die Universität wurde 1986 gegründet. Sie begann mit der Fakultät für Bildende Kunst. 1990 fügte sie die Fakultät für Musik hinzu. 1993 richtete sie die Graduiertenschule (Masterstudiengänge) ein, 1996 dann die Doktorkurse.

## Fakultäten
- Shuri-Tōnokura-Campus (in Naha, Präfektur Okinawa. 26° 13′ 9,7″ N, 127° 43′ 8,2″ OKoordinaten: 26° 13′ 9,7″ N, 127° 43′ 8,2″ O):
  - Fakultät für Bildende Kunst (美術工芸学部)
    - Kurs für Malerei
    - Kurs für Kunstwissenschaft

  - Fakultät für Musik

- Shuri-Sakiyama-Campus (in Naha, Präfektur Okinawa. 26° 12′ 29,8″ N, 127° 43′ 16,4″ O):
  - Fakultät für Bildende Kunst
    - Kurs für Design
    - Kurs für Handwerk
    - Kurs für Bildhauerkunst

Im Shuri-Kinjō-Campus (26° 12′ 56,6″ N, 127° 43′ 2,1″ O) liegt das Forschungsinstitut für Okinawanische Künste und Kultur (芸術文化研究所).